# جيمس تورنر (سياسي أمريكي)
جيمس تورنر (بالإنجليزية: James Turner)‏ هو سياسي أمريكي، ولد في 7 نوفمبر 1783، وتوفي في 28 مارس 1861. حزبياً، نشط في الحزب الديمقراطي. وقد انتخب عضو مجلس النواب لولاية ماريلند وانتخب عضو مجلس النواب الأمريكي.